# Římskokatolická farnost Dalečín
Římskokatolická farnost Dalečín je územním společenstvím římských katolíků v rámci žďárského děkanství brněnské diecéze s farním kostelem svatého Jakuba Většího.

## Historie farnosti
Poprvé se kostel a fara v Dalečíně připomínají roku 1385. Kostel v jádře pochází z druhé poloviny 13. století. Z té doby se zachoval presbytář a boční zdi bývalé kostelní lodi. V letech 1742–1746 byl kostel barokně přestavěn.

## Duchovní správci
Jména farářů v Dalečíně jsou známá od roku 1785.
Administrátorem excurrendo byl od 1. září 2010 R. D. Mgr. Pavel Vybíhal. S platností od 1. května 2018 se administrátorem excurrendo stal R. D. Mgr. Ing. Marek Husák, DiS. Od 1. srpna 2023 byl administrátorem excurrendo farnosti R. D. Mariuzs Józef Sierpniak z Jimramova, kterého 1. srpna 2025 nahradil R. D. Mgr. Bc. Václav Hejč.

## Bohoslužby
| Kostel                 | Místo   | Bohoslužba (den) | Hodina                         | Poznámka     |
| ---------------------- | ------- | ---------------- | ------------------------------ | ------------ |
| svatého Jakuba Většího | Dalečín | neděle čtvrtek   | 9.45 17.30 (zima)/18.30 (léto) | farní kostel |

## Aktivity ve farnosti
Pravidelná je výuka náboženství, konají se poutě, výlety nebo tábory pro děti. Oblast Jimramovska je také známá silnou přítomností evangelických křesťanů, již od dob tolerance jsou dobré vzájemné ekumenické vztahy.
Dne 24. června 2017 přijal jáhenské svěcení kandidát stálého diakonátu Ing. Pavel Čech, pocházející z dalečínské farnosti.
Dnem vzájemných modliteb farností za bohoslovce a bohoslovců za farnosti brněnské diecéze je 30. květen. Adorační den připadá na 27. prosince.
Ve farnosti se pořádá tříkrálová sbírka. V roce 2016 se při sbírce vybralo v Dalečíně 19 048 korun, o rok později 21 063 korun. Výtěžek sbírky v Dalečíně v roce 2018 činil 23 091 korun.